# پل ثابت کمربندی بزرگ
پل ارتباطی ثابت کمربندی بزرگ (به دانمارکی: Storebæltsforbindelsen) یک راه ارتباطی چند عنصره است که در تنگه کمربندی بزرگ در دانمارک ساخته شده‌است و دو جزیره شیلند و فونن را به یکدیگر متصل می‌کند. این پل دارای تونل و پل معلق نیز هست.

## نگارخانه

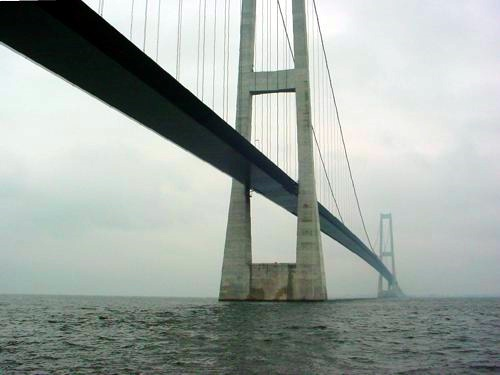
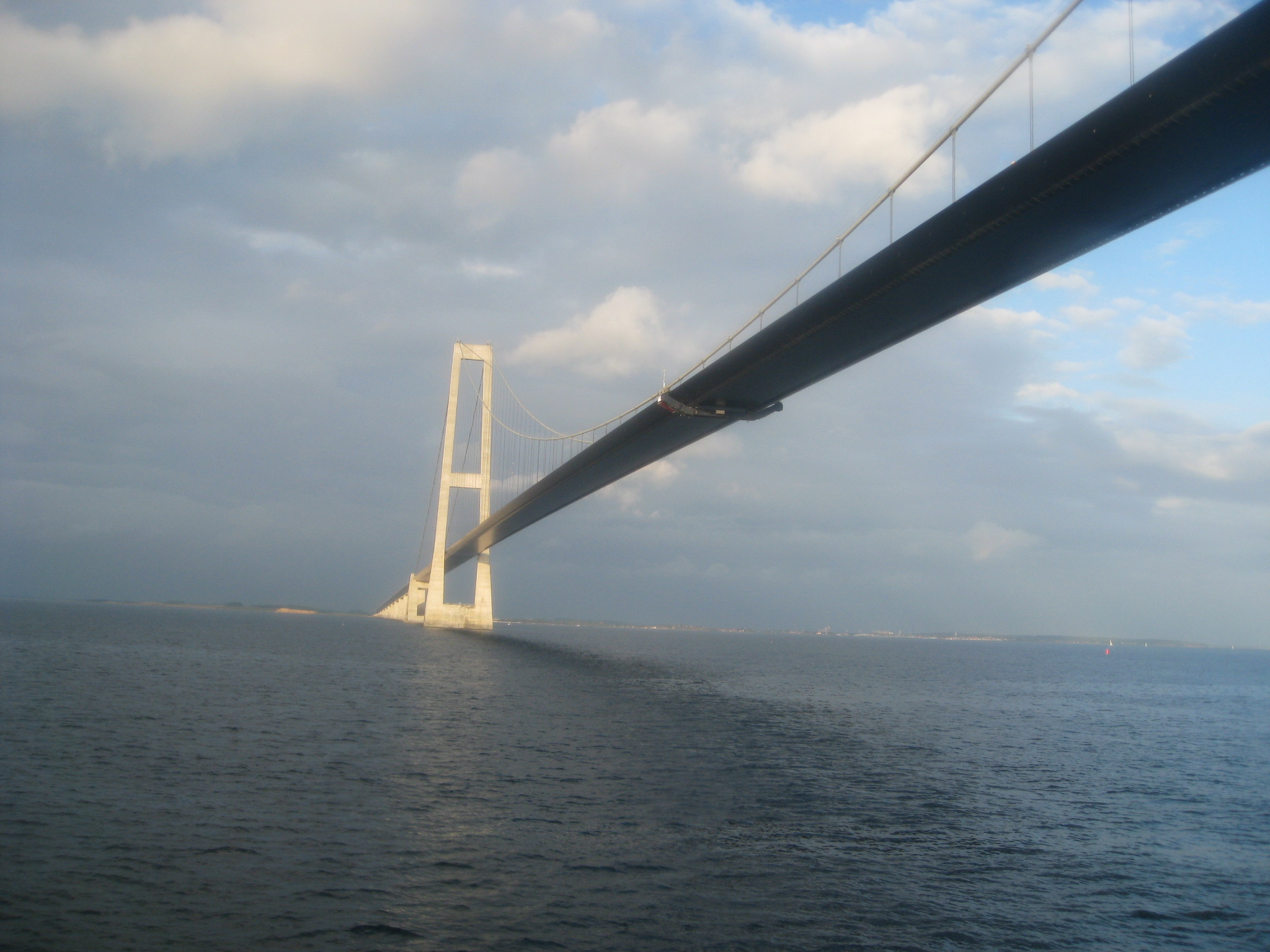
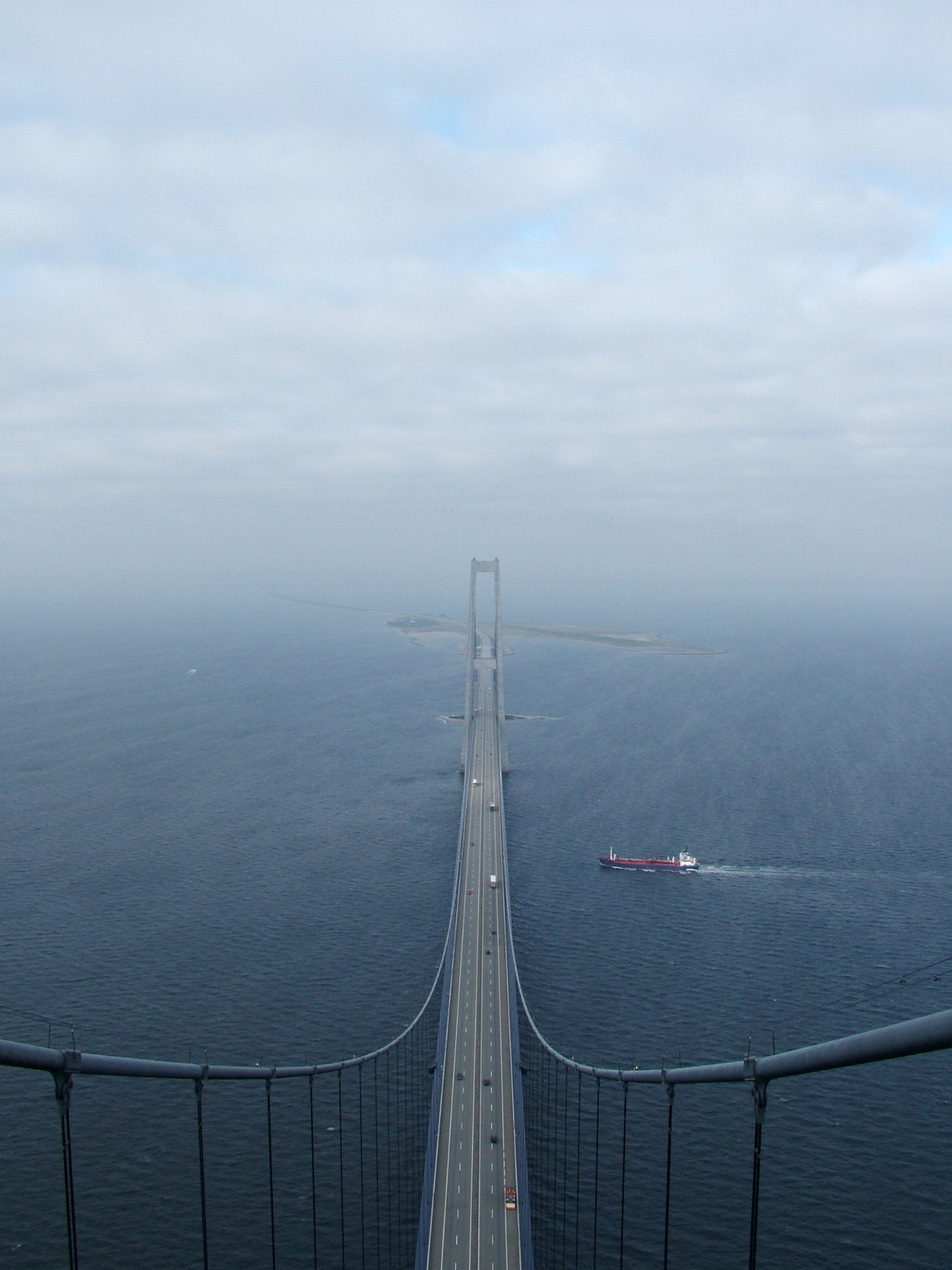
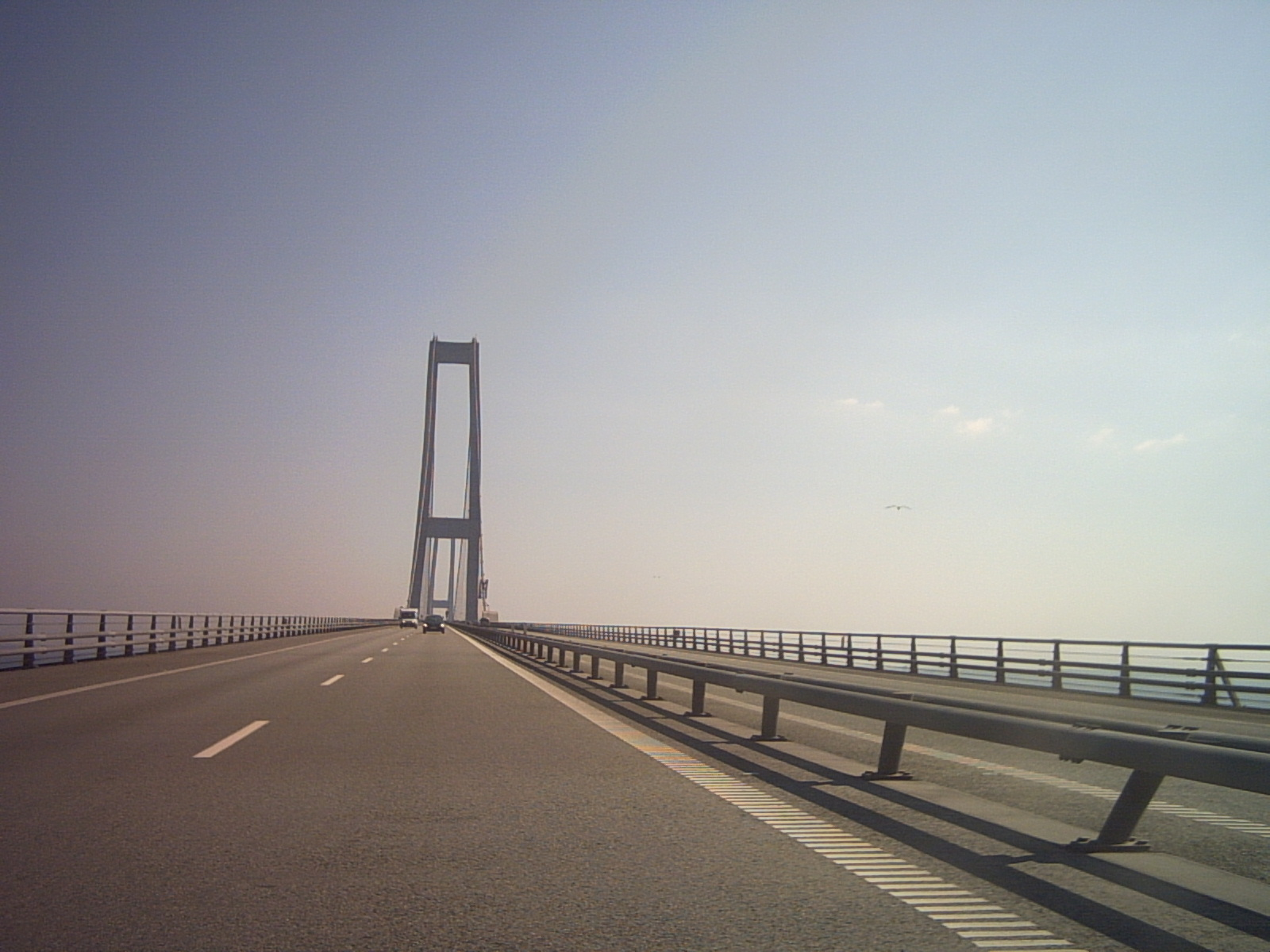
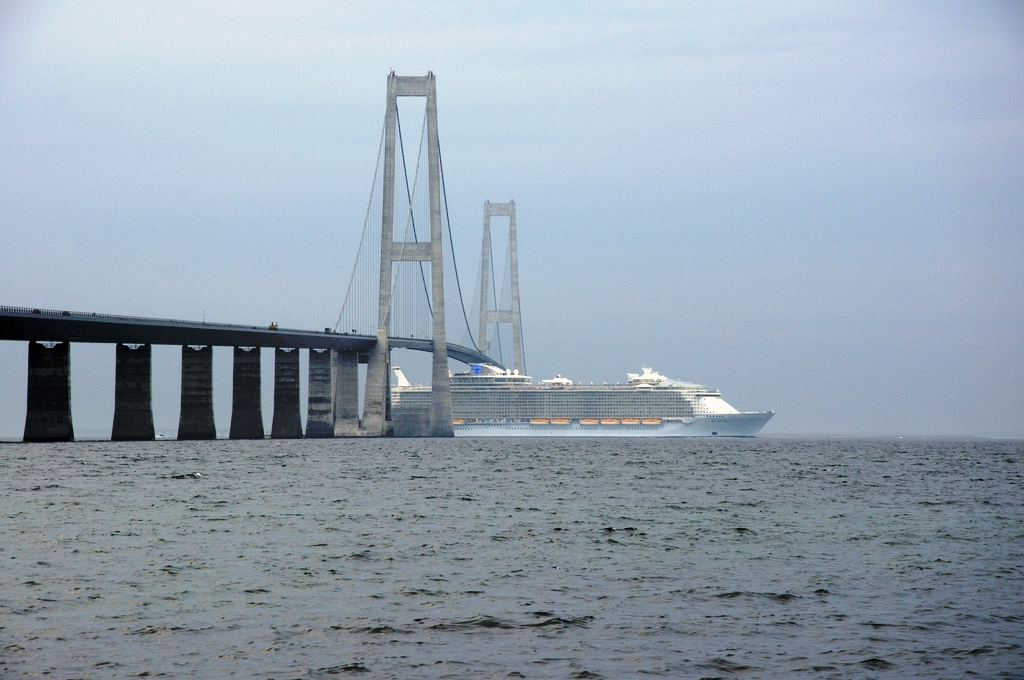
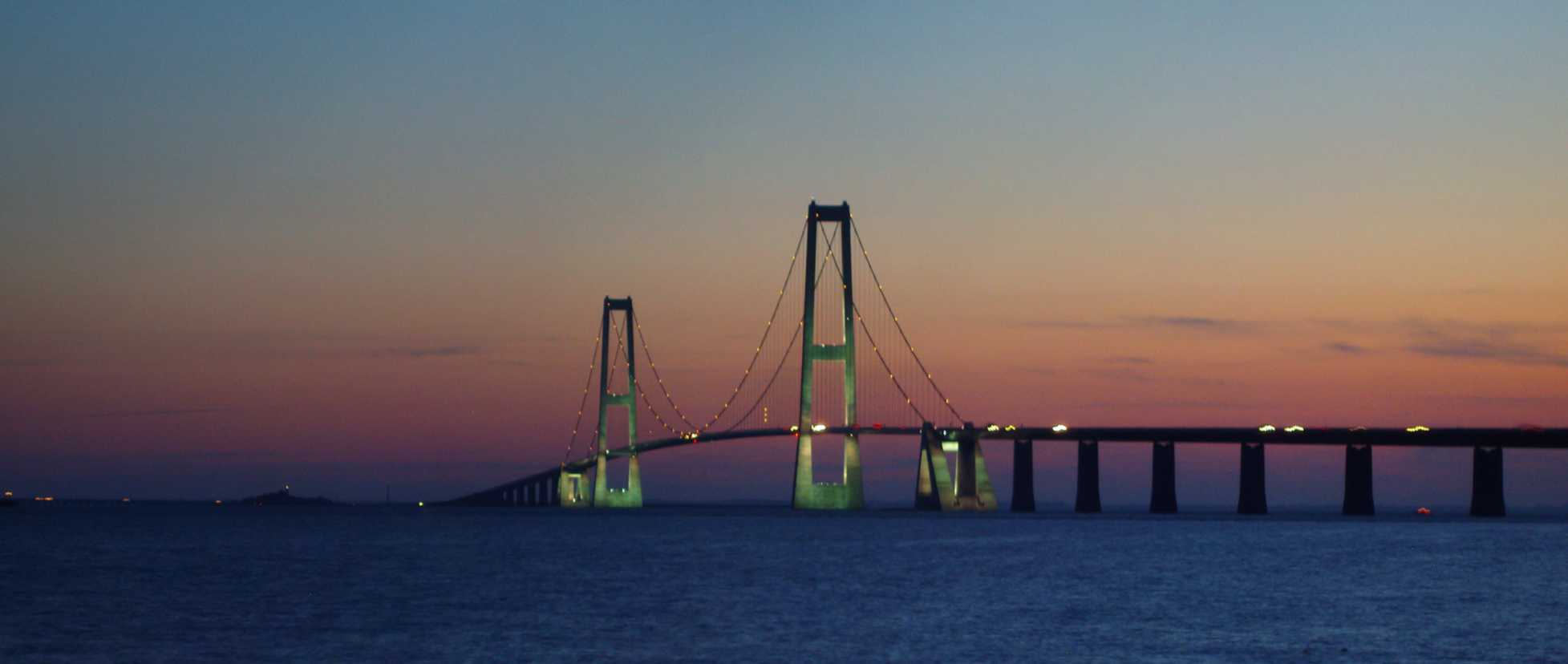
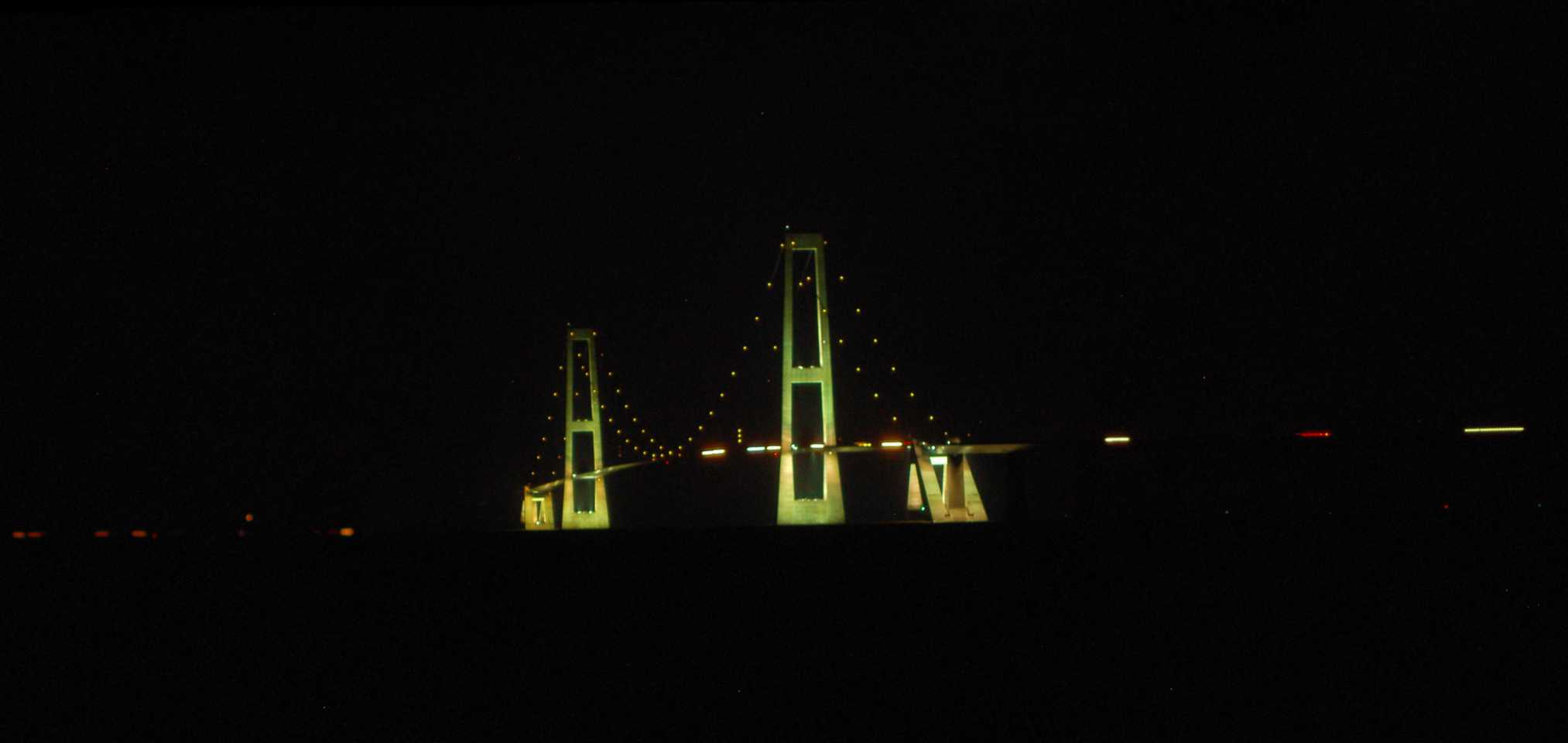